# Union tan
L’Union tan est un ancien parti politique vanuatais.

## Historique
Il est fondé en février 1977, vers la fin de la période coloniale franco-britannique, par le francophone Vincent Boulekone pour représenter le courant d'idée favorable à une indépendance de la colonie à terme, mais souhaitant la retarder pour permettre un développement économique et social préalable du pays. C'est une union de cinq partis francophones dits « modérés » : l'Union des communautés des Nouvelles-Hébrides, le Parti fren mélanésien, le Tabwemassana, le parti Kapiel et le mouvement John Frum. L'Union tan s'oppose ainsi au Vanua'aku Pati (qui milite pour une indépendance immédiate et qui promeut une définition anglophone du pays, cherchant à marginaliser les francophones), tout en se distinguant des partis francophones anti-indépendantistes tels que le MANH ou le Nagriamel.
L'Union tan remporte une majorité relative des sièges à l'Assemblée représentative aux élections législatives de 1977, boycottées par le Vanua'aku Pati, et participe au premier gouvernement responsable de l'histoire du pays, qui en résulte : le gouvernement de coalition francophone de George Kalsakau. L'Union tan y obtient trois des sept ministères : Guy Prévot est fait ministre des Finances, Vincent Boulekone ministre de l'Intérieur, et Gérard Leymang ministre des Affaires sociales, de la Santé et du Travail.
Fin 1978, le Vanua'aku Pati accepte de participer à un gouvernement d'union nationale, dirigé par Gérard Leymang de l'Union tan : c'est le gouvernement Leymang. Trois des dix ministres y sont issus de l'Union tan : le Premier ministre Leymang ; Guy Prévot, toujours ministre des Finances ; et Maxime Carlot, ministre de l'Intérieur,. Le gouvernement met en place un comité constitutionnel qui, assisté de l'expert kenyan Yash Ghai (en) et du juriste papou-néo-guinéen Bernard Narokobi, rédige la Constitution des Nouvelles-Hébrides en vue de l'indépendance du pays. Les modérés, qui souhaitent un État fédéral, doivent se plier à l'insistance des indépendantistes anglophones qui obtiennent un État unitaire. Ceux-ci, en contrepartie, acceptent que le français soit l'une des langues officielles du pays, avec l'anglais et le bichelamar.
L'Union tan ne prend pas part en tant que tel aux élections législatives anticipées de 1979, se fondant dans l'alliance du Parti fédéral des Nouvelles-Hébrides qui regroupe presque tous les partis francophones ; Vincent Boulekone est toutefois élu député sans étiquette. Les élections sont remportées par le Vanua'aku Pati, et la colonie accède à l'indépendance en juillet 1980. En 1981, les élus des partis francophones s'assemblent en une Union des partis modérés (UPM), qui inclut l'Union tan, et Vincent Boulekone est élu premier chef de l'UPM et premier chef de l'opposition parlementaire.
En 1988, l'UPM boycotte le Parlement. Les députés UPM perdent leurs sièges, à l'exception des deux députés ayant refusé d'appliquer la stratégie du boycott : Vincent Boulekone et Gaetano Bulewak. Les deux hommes sont alors exclus de l'UPM, et rétablissent l'Union tan. Ce parti rétabli prend part aux élections partielles pour les dix-huit sièges parlementaires rendus vacants, élections boycottées par l'UPM. Le Mouvement tan en remporte quatre, disposant donc de six sièges au total, tandis que le Vanua'aku Pati remporte les quatorze autres, ce qui lui donne une majorité écrasante de quarante sièges sur quarante-six au Parlement. Étant le chef du seul parti d'opposition au Parlement, Vincent Boulekone redevient chef de l'opposition parlementaire de 1988 à 1991. Aux élections de 1991, toutefois, l'Union tan est balayée, n'obtenant que 4,6 % des voix et ne conservant qu'un seul siège - celui de Vincent Boulekone,,.
Pour les élections de 1995, l'Union tan se présente dans le cadre d'un « Front de l’Unité » avec le Vanua'aku Pati et le Parti progressiste mélanésien. Il obtient cinq sièges, tandis que le Front dans son ensemble en obtient vingt (treize pour le Vanua'aku Pati, deux pour le PPM). Dans l'éphémère gouvernement de coalition instable de Maxime Carlot de février à septembre 1996, Vincent Boulekone est le ministre de l'Agriculture.
L'Union tan est réintégrée à l'UPM avant les élections de 1998, mais Vincent Boulekone la rétablit brièvement à nouveau lorsqu'il est exclu de l'UPM en 2000. En 2001, toutefois, il fond le parti dans la Confédération verte.

## Représentation au Parlement
| Élection          | Sièges  | Au pouvoir ?                |
| ----------------- | ------- | --------------------------- |
| 1977              | 14 / 38 | oui (coalition)             |
| 1988 (partielles) | 6 / 46  | non : opposition officielle |
| 1991              | 1 / 46  | non                         |
| 1995              | 5 / 46  | non                         |